# Páncélosférgek
A páncélosférgek (Loricifera, a latin lorica, páncél/mellvért + ferre, viselni szavakból) a valódi szövetes állatok egyik legfrissebben felfedezett törzse. Az első példányt az 1970-es években gyűjtötték be, és 1983-ban került leírásra.  A törzset 1983-ban írta le Reinhardt Kristensen a franciaországi Roscoffban.
A 2020-as évekre 9 nemüket írták le közel 40 fajjal. További legalább 100 faj példányait már begyűjtötték, de leírásukat még nem publikálták.

## Származásuk, elterjedésük
A kétoldali szimmetriájú állatok (Bilateria) közé sorolt ősszájúak (Protostomia) főtörzsében a Scalidophora klád három törzse közül elsőként váltak külön; a a másik két törzs az övesférgecskéké (Kinorhyncha) és a farkosférgeké (Priapulida).
A legtöbb tengerben megtalálhatók minden földrajzi szélességen és mélységében, mindenféle üledéken.  A törzset 1983-ban írta le Reinhardt Kristensen a franciaországi Roscoffban.
Üledéklakók. Igen erősen tapadnak az aljzathoz, ezért maradtak észrevétlenek olyan sokáig. További legalább 100 faj példányait már begyűjtötté, de leírásukat még nem publikálták.
Fosszilis leleteik nem ismertek.

## Megjelenésük, felépítésük
Méretük 100 µm-től kb. 1 mm-ig terjed. Tudományos és magyar nevüket is héjszerű külső védőrétegükről, a loricáról kapták — ez vagy a kagylóhéjhoz hasonló, vagy körkörös redőkből áll. A Scalidophora klád közös tulajdonsága a kitintartalmú kültakaró, a 'scalid'-nak nevezett, tüskeszerű, valószínűleg mozgató és érző funkciót is ellátó gyűrűk a belső oldalon és a flosculi. A 'scalid'-ok száma általában 9, ebből az első 'clavoscalid' előre, a többi 'spinoscalid' hátrafelé néz.
Van elkülönült fejük és azon szájuk. Ugyancsak elkülönült az emésztőrendszerük. Nincs se vérkeringésük, se endokrin rendszerük. A lárvák nagy része testüreg nélküli. Egyes kifejlett példányok áltestüregesek, mások testüreg nélküliek maradnak. Fejlődésmenetük általában közvetlen, bár léteznek a felnőtt egyedektől több szempontból különböző, ún. Higgins-lárvák. A kifejlett példányoknak két ivara lehet. A Pliciloricidae család igen komplex életciklusában szerepet játszik a pedogenezis (amikor a lárvák képesek szaporodni és így hatalmas egyedszámot érnek el) több fázisa a szűznemzés különböző válfajaival.

## Életmódjuk, élőhelyük
A tengeri üledék szemcseközi terében élnek, és igen erősen tapadnak a szemcsékhez.

### Anoxikus környezetben

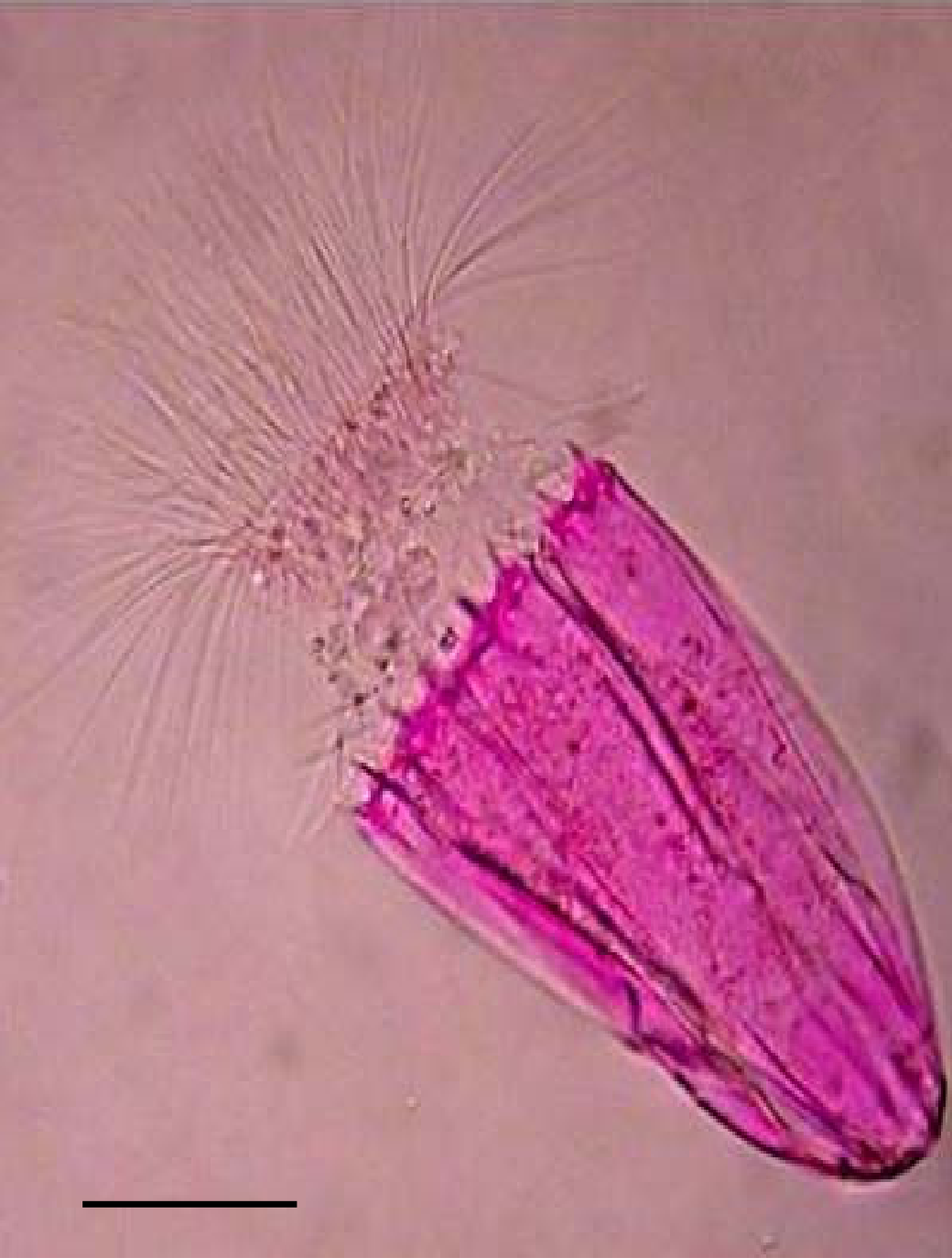
Egy leíratlan, anoxiás körülmények között élő Spinoloricus-faj fénymikroszkópos képe (bengálvörös festékanyaggal színezve). A léptéket jelző szakasz hossza 50 μm.

Három fajukat találták meg a Földközi-tenger Atalanté-medencéjének alján, több mint 3000 méter mélyen. Ezek az első olyan ismert többsejtű élőlények, amelyek teljes életüket oxigénmentes környezetben élik le. Azért képesek erre, mert mitokondriumok helyett hidrogenoszómákat (vagy hasonló sejtszervecskékkel) termelik az energiát.

Az újonnan talált állatok teljes életüket fény és oxigén jelenléte nélkül élik le, méretük milliméteresnél kisebb. A Földközi-tenger alján lévő mély medencében találták őket, ahol a tengervíz csaknem teljesen telített sóoldat, ami sűrűsége miatt (> 1,2 g/cm³) nem keveredik a fölötte lévő vizekkel. Ennek eredményeképpen a környezet teljesen oxigénmentes, és a szulfátredukáló baktériumok hiánya miatt 2,9 mM (millimol/liter) kénhidrogént tartalmaz. Ebben az oxigénmentes, kéngazdag környezetben virágzik a mikroszkopikus élet, ahol a kemoszintetizáló prokarióták jelentik az első, az eukarióta, heterotróf élőlények a második szintet a táplálékláncban.

## Fordítás
- Ez a szócikk részben vagy egészben a Loricifera című angol Wikipédia-szócikk ezen változatának fordításán alapul.  Az eredeti cikk szerkesztőit annak laptörténete sorolja fel. Ez a jelzés csupán a megfogalmazás eredetét és a szerzői jogokat jelzi, nem szolgál a cikkben szereplő információk forrásmegjelöléseként.

Ennek a szövegnek a forrásként használt angol nyelvű változata felhasznált CC-BY-2.0 licencű szövegeket a következő művekből:.